# Hardcore skinhead

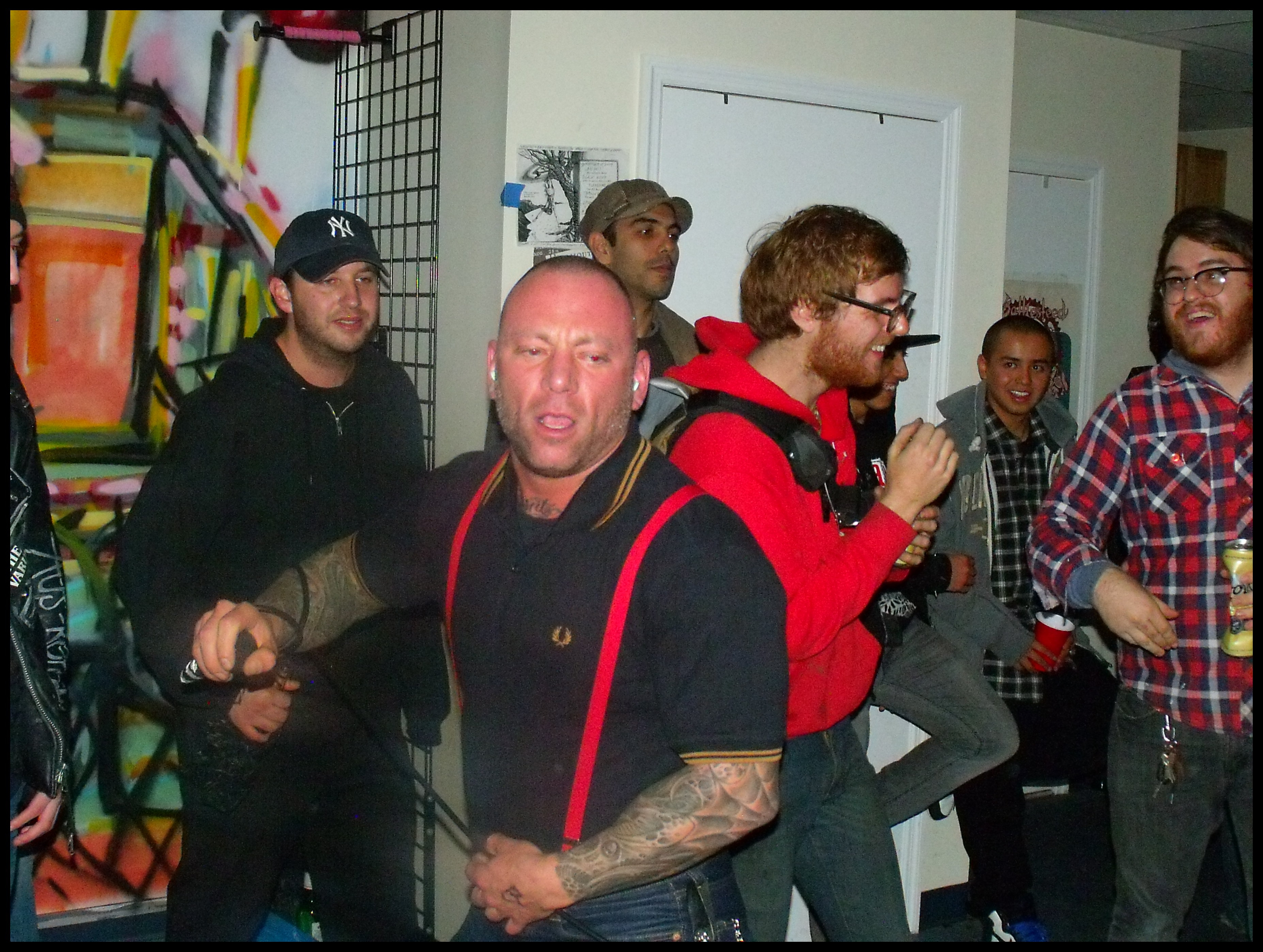
La band hardcore Razors in the Night

Hardcore skinhead o hardskin è un termine che viene utilizzato per indicare gli skinhead associati principalmente alla musica hardcore invece che all'Oi!, allo ska, al soul o ad altri generi di musica associati con la sottocultura skinhead.

## Storia
A partire dall'inizio degli anni ottanta, c'erano molti skinhead nella scena hardcore di New York, Detroit e Chicago, Seattle e Boston. Gli skinhead divennero prevalenti verso la fine della prima ondata di hardcore, e ciò è continuato attraverso l'epoca youth crew dell'hardcore. Molte delle principali band skinhead del New York hardcore furono influenzate dalla fiorente scena crossover thrash. Negli anni novanta, c'è stato un declino nel coinvolgimento degli skinhead nella scena hardcore a causa del riavvicinamento all'Oi! statunitense. Tuttavia, queste band americane Oi! erano distinte dai loro precursori britannici perché sono state influenzate dal sound hardcore americano. La scena hardcore skinhead, seppur ridotta, è rimasta comunque a New York City, con diverse band provenienti dalla DMS crew (Doc Marten Skinheads), quali Madball, Agnostic Front e Murphy's Law.

## Abbigliamento e stile
Anche se caratterizzato da alcuni degli stessi elementi della moda britannica skinhead (bomber, camicie Ben Sherman, camicie Fred Perry, jeans arrotolati all'insu, bretelle e anfibi o stivali Dr. Martens), il look skinhead hardcore è considerevolmente meno rigoroso rispetto a quello degli skinhead tradizionali. Gli elementi che sono stati popolari nella sottocultura skinhead hardcore includono: giacche di pelle, giacche militari, giacche a vento, felpe con cappuccio, bandane, canottiere bianche, jeans larghi (talvolta strappati al ginocchio), catene pesanti indossate come cinture e guanti da costruzione o da rigger. Alcuni modelli di scarpe da ginnastica, ad esempio le Adidas Samba, sono state molto popolari.